# Azteca adrepens
Azteca adrepens es una especie de hormiga del género Azteca, subfamilia Dolichoderinae. Fue descrita científicamente por Forel en 1911.
Se distribuye por Paraguay. Se ha encontrado a elevaciones de hasta 440 metros. Vive en bosques.